# دوري الدرجة الأولى الأرجنتيني 1983
دوري الدرجة الأولى الأرجنتيني 1983 (بالإسبانية: Campeonato de Primera División 1983)‏ هو الموسم 53 من دوري الدرجة الأولى الأرجنتيني. أشرف على تنظيمه اتحاد الأرجنتين لكرة القدم، وكان عدد الأندية المشاركة فيه 19، وفاز فيه إنديبندينتي.